# Tipo 3 Chi-Nu
El Tipo 3 Chi-Nu (三 式 中 戦 車 チ ヌ, San-shiki chū-sensha Chi-nu, "Año Imperial 2603 Tanque Medio Modelo 10") era un tanque medio del Ejército Imperial Japonés en la Segunda Guerra Mundial. Al igual que el Tipo 1 Chi-He, este tanque era una versión mejorada del Tipo 97 Chi-Ha. Incorporaba un cañón Tipo 3 75 mm, uno de los cañones de tanque japoneses más grandes durante la guerra.
El Tipo 3 Chi-Nu no vio combate durante la guerra. Todas las unidades producidas se conservaron para la defensa del archipiélago japonés en previsión de una invasión aliada.

## Historia y desarrollo

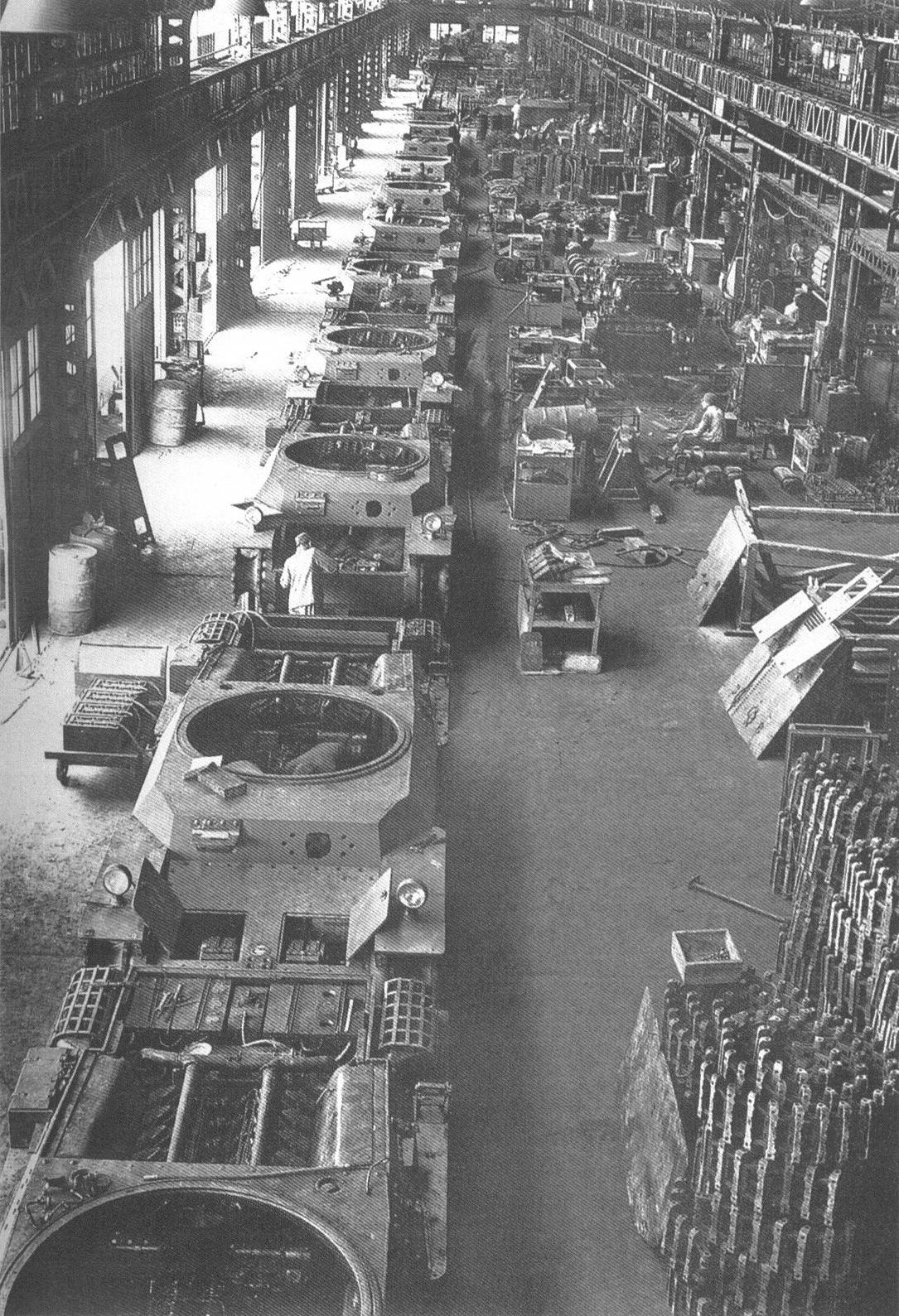
Fábrica de tanques Tipo 3 Chi-Nu.

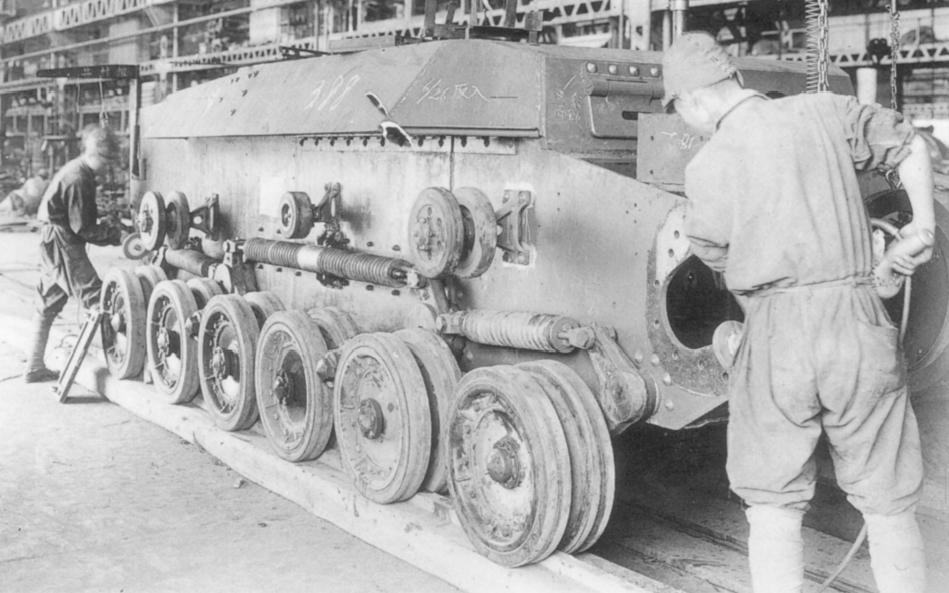
Obreros ensamblando las piezas del casco de un Tipo 3 Chi Nu.

Al estallar la Guerra del Pacífico, los diseños del tanque medio Tipo 97 Chi-Ha y del tanque ligero Tipo 95 Ha-Go constituían el pilar de las unidades blindadas del Ejército Imperial Japonés. A medida que avanzaba la guerra, estos tanques comenzaron a enfrentarse a importantes desafíos planteados por los tanques aliados. En las campañas de Birmania y Filipinas, se demostró que la potencia de fuego del cañón de 57 mm montado en el Tipo 97 era insuficiente contra los tanques aliados. Por lo tanto, el Ejército Imperial Japonés desarrolló el cañón de tanque Tipo 1 47 mm, que usaba munición más ligera de alto poder explosivo con mayor poder de penetración de blindaje. Este cañón estaba montado en el Tipo 97 Shinhoto Chi-Ha y en el tanque medio Tipo 1 Chi-He. [5]
En las últimas etapas de la guerra, un gran número de tanques estadounidenses M4 Sherman llegaron al frente y aumentaron la presión sobre las fuerzas blindadas japonesas. El Cuartel General Imperial (大本 営, Daihon'ei ) decidió desarrollar un nuevo tanque medio para contrarrestar la amenaza enemiga, así como un reemplazo para el Tipo 97. [6]
La Oficina Técnica del Ejército había estado trabajando en el tanque mediano Tipo 4 Chi-To como contraparte del M4 Sherman, pero hubo problemas y retrasos en el programa. Como resultado, se requirió un tanque provisional. El tanque mediano Tipo 3 Chi-Nu fue desarrollado para hacer frente al M4 Sherman. [7] El desarrollo del Tipo 3 Chi-Nu empezó en 1943. La baja prioridad dada a la producción de tanques significó que el Tipo 3 Chi-Nu no entró realmente en producción hasta 1944, momento en el cual las materias primas eran muy escasas y en 1945 mucha de la infraestructura industrial de Japón había sido destruida por el bombardeo estratégico estadounidense. Esto llevó a que su producción se redujera drásticamente. Sólo se produjeron entre 144 y 166 unidades. El Tipo 3 Chi-Nu fue el último tanque desplegado por las fuerzas armadas imperiales japonesas, y todavía estaba en producción al final de la guerra.

## Diseño

### Blindaje y protección
El Tipo 3 Chi-Nu mantuvo el mismo chasis y suspensión del Tipo 1 Chi-He, pero con la adición de un anillo de torreta agrandado para la nueva torreta hexagonal más grande con cúpula de comandante. [3] [9] Fue el último diseño basado directamente en el linaje del Tipo 97. [10] El blindaje utilizado fue uno más grueso de 50 mm en el glacis; también tenía 25 mm en la torreta, 25 mm en los lados y 20 mm en la cubierta trasera. 

### Armamento
El armamento principal del Tipo 3 Chi-Nu era el cañón Tipo 3 75 mm. El arma podría elevarse entre -10 y +25 grados. Al disparar un proyectil a una velocidad de salida de 680 m/s, dio una penetración de blindaje de 90 mm a 100 m y 65 mm a 1.000 m. [11] [12] El armamento secundario era una ametralladora Tipo 97. [4]

### Movilidad
El Chi-Nu tenía el mismo motor que el Tipo 1 Chi-He, generando 240 CV y una velocidad máxima de 39 km / h. [2] [13]

## Registro de servicio

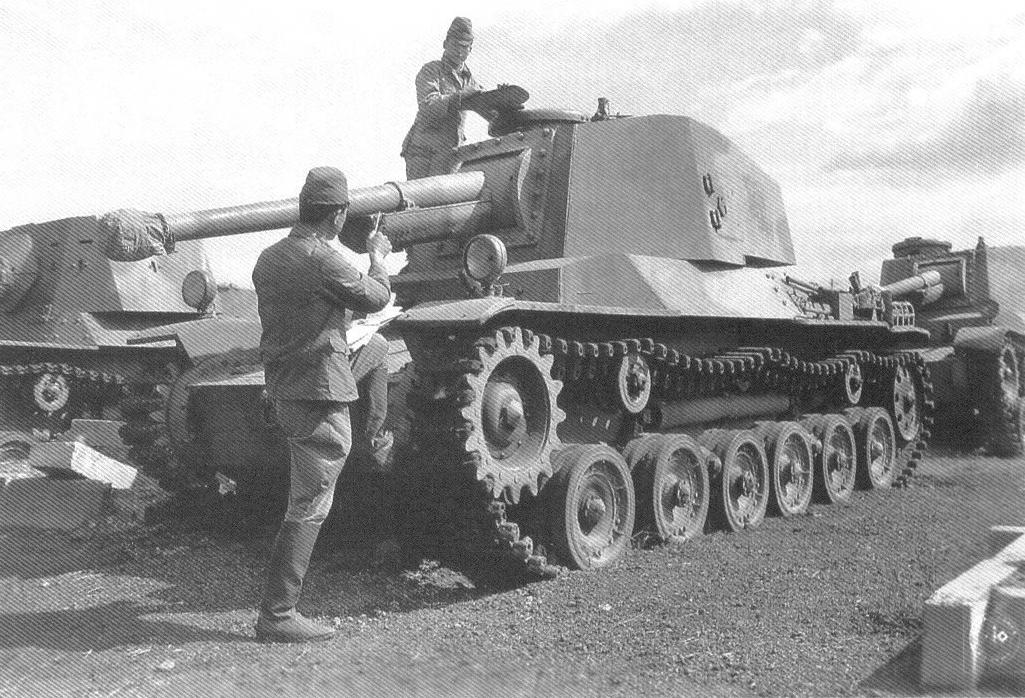
Tanques Tipo 3 Chi-Nu siendo inspeccionados por oficiales japoneses.

El Tipo 3 Chi-Nu fue asignado a las islas japonesas para defenderse de la proyectada invasión aliada. Debían ser parte de la "Fuerza de Choque Móvil" que se utilizaría para contraataques la invasión aliada. [14] Como la rendición de Japón ocurrió antes de esa invasión, el Tipo 3 nunca se usó en operaciones de combate. [15] La 4ª División de Tanques con base en Fukuoka en Kyushu tenía un número "significativo" de tanques Tipo 3 Chi-Nu producidos en su depósito al final de la guerra. [dieciséis]

## Superviviente

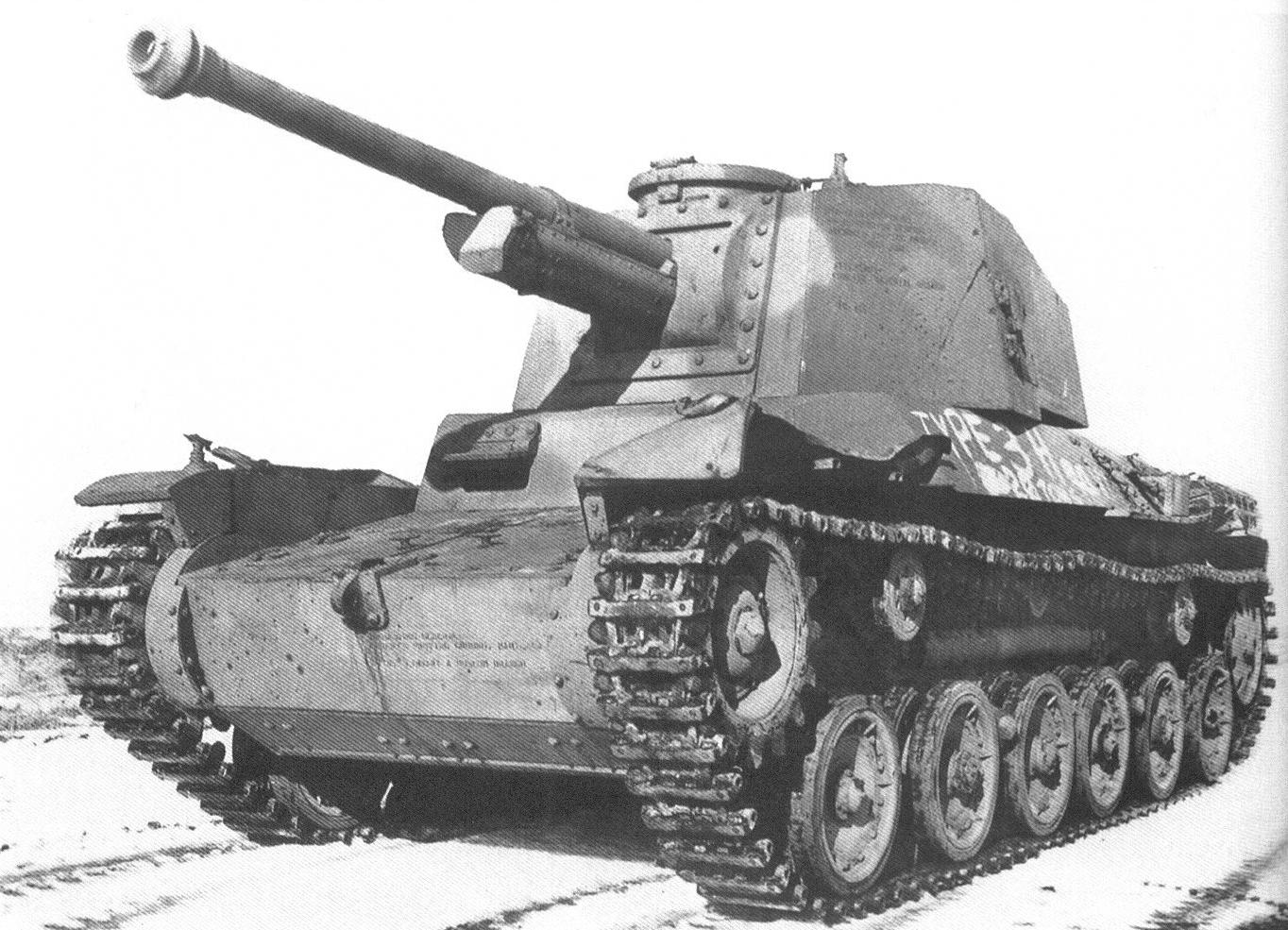
Un Tipo 3 Chi-Nu capturado por las tropas estadounidenses después de la rendición de Japón.

Un tanque mediano Tipo 3 superviviente se exhibe en la Escuela de Entrenamiento de Artillería de la Fuerza de Autodefensa Terrestre de Japón en Tsuchiura, Ibaraki, Japón.

## Variantes

### Prototipo del Tipo 3 Chi-Nu Kai
Un "plan de modificación" para el Tipo 3 Chi-Nu era que fuese rearmado con el cañón de tanque Tipo 5 75 mm (L / 56.4) y una torreta Tipo 4 Chi-To. [17] Se desconoce el estado exacto del progreso del prototipo Tipo 3 Chi-Nu Kai. 